# Отри (тауншип, Миннесота)
Отри (англ. Otrey) — тауншип в округе Биг-Стон, Миннесота, США. На 2000 год его население составило 104 человека.

## География
По данным Бюро переписи населения США площадь тауншипа составляет 96,2 км², из которых 88,3 км² занимает суша, а 7,9 км² — вода (8,21 %).

## Демография
По данным переписи населения 2000 года здесь находились 104 человека, 35 домохозяйств и 29 семей. Плотность населения —  1,2 чел./км². На территории тауншипа расположено 42 постройки со средней плотностью 0,5 построек на один квадратный километр. Расовый состав населения: 100,00% белых.
Из 35 домохозяйств в 40,0 % воспитывались дети до 18 лет, в 80,0 % проживали супружеские пары и в 17,1 % домохозяйств проживали несемейные люди. 14,3 % домохозяйств состояли из одного человека, при том 8,6 % из — одиноких пожилых людей старше 65 лет. Средний размер домохозяйства — 2,97, а семьи — 3,31 человека.
31,7 % населения — младше 18 лет, 5,8 % — в возрасте от 18 до 24 лет, 22,1 % — от 25 до 44, 24,0 % — от 45 до 64, и 16,3 % — старше 65 лет. Средний возраст — 41 год. На каждые 100 женщин приходилось 121,3 мужчин. На каждые 100 женщин старше 18 приходилось 115,2 мужчин.
Средний годовой доход домохозяйства составлял 32 143 доллара, а средний годовой доход семьи —  31 667 долларов. Средний доход мужчин —  26 250  долларов, в то время как у женщин — 20 000. Доход на душу населения составил 11 589 долларов. За чертой бедности не находилась ни одна семья и 3,7 % всего населения тауншипа.